# Schefflera petelotii
Schefflera petelotii är en araliaväxtart som beskrevs av Elmer Drew Merrill. Schefflera petelotii ingår i släktet Schefflera och familjen araliaväxter. Inga underarter finns listade.